# Domenico Bernareggi
Domenico Bernareggi (* 5. September 1877 in Oreno; † 22. Oktober 1962) war ein italienischer Geistlicher und römisch-katholischer Weihbischof in Mailand.

## Leben
Domenico Bernareggi empfing am 14. April 1900 das Sakrament der Priesterweihe.
Am 16. Juni 1945 ernannte ihn Papst Pius XII. zum Titularbischof von Famagusta und zum Weihbischof in Mailand. Der Erzbischof von Mailand, Alfredo Ildefonso Kardinal Schuster OSB, spendete ihm am 29. Juli desselben Jahres die Bischofsweihe; Mitkonsekratoren waren der Bischof von Vigevano, Giovanni Bargiggia, und der Bischof von Bergamo, Adriano Bernareggi.